# Тош Маккінлі
Тош Маккі́нлі (англ. Tosh McKinlay, нар. 3 грудня 1964, Глазго) — колишній шотландський футболіст, захисник.
Насамперед відомий виступами за клуби «Данді» та «Хартс», а також національну збірну Шотландії. 

## Клубна кар'єра
Народився 3 грудня 1964 року в місті Глазго. Вихованець футбольної школи клубу «Селтік Бойз Клаб».
У дорослому футболі дебютував 1981 року виступами за «Данді», в якому провів сім сезонів, взявши участь у 162 матчах чемпіонату. Більшість часу, проведеного у складі «Данді», був основним гравцем захисту команди.
Своєю грою за цю команду привернув увагу представників тренерського штабу «Хартс», до складу якого приєднався 1988 року. Відіграв за команду з Единбурга наступні шість сезонів своєї ігрової кар'єри. Граючи у складі «Хартс» також здебільшого виходив на поле в основному складі команди.
1994 року уклав контракт з клубом «Селтік», у складі якого провів наступні п'ять років своєї кар'єри гравця, включаючи двомісячну оренду в «Сток Сіті». 
З кінця 1999 по початок 2000 року грав у складі «Ґрассгоппера».
Завершив професійну ігрову кар'єру у клубі «Кілмарнок», за який виступав до кінця сезону 1999—00 років.

## Виступи за збірну
1995 року дебютував в офіційних матчах у складі національної збірної Шотландії. Протягом кар'єри у національній команді, яка тривала 4 роки, провів у формі головної команди країни 22 матчі.
У складі збірної був учасником чемпіонату Європи 1996 року в Англії та чемпіонату світу 1998 року у Франції.

## Титули і досягнення
- Чемпіон Шотландії (1):

«Селтік»:  1997–98
- Володар Кубка шотландської ліги (1):

«Селтік»:  1997–98
- Володар Кубка Шотландії (1):

«Селтік»:  1994–95